# Felis nigripes
Il gatto dai piedi neri (Felis nigripes) è un mammifero carnivoro appartenente alla famiglia dei Felidae.

## Descrizione
È il più piccolo felino africano. La lunghezza del corpo e della testa è di 36–52 cm, mentre la coda è lunga circa la metà. Il peso delle femmine si aggira intorno a 1,5 kg, mentre i maschi pesano dai 2 ai 2,5 kg.
Caratteristica del gatto è il colore scuro delle zampe, mentre la pelliccia si presenta di colore oro fulvo con macchie nere o brune.

## Distribuzione e habitat
La diffusione è limitata al Botswana, alla Namibia e al Sudafrica.
Predilige le zone aride.

## Comportamento
Il gatto dai piedi neri caccia di notte e le sue prede preferite sono roditori, uccelli e artropodi. È considerato uno dei felini più letali al mondo, dato che l'esito positivo della caccia si ha nel 60% dei casi.

## Sottospecie
- Felis nigripes nigripes
- Felis nigripes thomasi